# Bitectipora cincta
Bitectipora cincta is een mosdiertjessoort uit de familie van de Bitectiporidae. De wetenschappelijke naam van de soort is voor het eerst geldig gepubliceerd in 1885 door Hincks.